# Les Déclassés
Pour plus de détails, voir Fiche technique et Distribution.
Les Déclassés ((de) Ausgemustert) est un film allemand réalisé par Tony Baillargeat, sorti en 2001.

## Distribution
- Philippe Pillon : André Paulet dit « Le normand »
- Tony Baillargeat : Nico Perrat
- Éric Borras : Rico Perrat
- Sophie Gueydon : Isabelle de Beauville
- Allain Naron : Franck Beaucé
- Enrico Mattaroccia : Sergio Pallacio
- Jo Prestia : Joey
- Gabriel Souleyka : Paulo tueur au couteau
- Jonathan Zaccaï : Nicolas de Beauville
- Iris Sommerlatte : lesbienne n°1
- Jean-Baptiste Iera : un homme de main
- Ludovic Lavaissière : Un loubard
- Ahmed Bellouti : le vendeur